# Norbert Haug
Norbert Haug (Engelsbrand, Baden-Württemberg, 24 de novembro de 1952) é um jornalista alemão e ex-vice-presidente da atividade de automobilismo da Mercedes-Benz, incluindo Fórmula 1, Fórmula 3 e Deutsche Tourenwagen Masters (DTM).
Haug ingressou na Mercedes-Benz em 1990, com a missão de reviver seus sucessos no esporte a motor. Haug manteve a presença da Mercedes no Grupo C e posteriormente na DTM e no International Touring Car Championship. Os primeiros sucessos incluíram Klaus Ludwig ganhando o título de pilotos DTM em 1992 e 1994, e Bernd Schneider ganhando os títulos de pilotos na DTM e ITC em 1995. Em 2000, Haug e Mercedes foram fundamentais no relançamento da DTM. Em 13 de dezembro de 2012, foi anunciado que Haug deixaria seu cargo e a empresa no final de 2012.